# Mesquita de Ortaköy
A Mesquita de Ortaköy (em turco:  Ortaköy Camii), cujo nome oficial é Büyük Mecidiye Camii (Grande Mesquita Imperial) do Sultão Abdul Mejide I, situa-se na zona de Ortaköy, no distrito de Beşiktaş da cidade de Istambul, Turquia. Encontra-se junto à margem do estreito do Bósforo, à Ponte do Bósforo e ao cais de Ortaköy, numa das zonas mais cosmopolitas de Istambul. A igreja aparece em muitas das vistas mais populares de Istambul, usualmente tendo a Ponte do Bósforo em segundo plano.
A mesquita original foi erigida no século XVIII, mas o edifício atual resulta da reconstrução ordenada por Abdul Mejide, que decorreu entre 1854 e 1856, dirigida pelos arquitetos arménios Garabet Amira Balyan e o seu filho Nigoğayos Balyan, os mesmos que desenharam o Palácio Dolmabahçe. O estilo da mesquita é neobarroco otomano. No interior estão pendurados vários exemplos de caligrafia islâmica de grandes dimensões, da autoria do próprio sultão, que era um hattat (mestre caligrafista).
Um detalhe curioso desta mesquita é o jogo de luzes causados pelos reflexos na água do Bósforo, que entram na mesquita através das amplas e altas janelas. O edifício tem uma cúpula central, decorada com mosaicos rosa, e dois altos minaretes. A quibla é de mármore e o mirabe é de mármore coberto de pórfiro.
Os sultões deslocavam-se em caíque (um tipo de barco a remos) para rezar na mesquita quando estavam alojados no Palácio de Beilerbei, a residência imperial de verão situada na outra margem do Bósforo. No interior há zonas que eram reservadas à família imperial.

## Galeria
|  |  |  |